# Helluapterus
Helluapterus is een geslacht van kevers uit de familie van de loopkevers (Carabidae). De wetenschappelijke naam van het geslacht is voor het eerst geldig gepubliceerd in 1914 door Sloane.

## Soorten
Het geslacht Helluapterus is monotypisch en omvat slechts de volgende soort:
- Helluapterus niger Sloane, 1914